# Сусло, Юрий Фёдорович
Юрий Федорович Сусло (5 февраля 1934 в Перечине, Подкарпатская Русь) — советский футболист, вратарь.
Начинал карьеру в родном городе. Потом перешёл в «Спартак» Ужгород, провёл 16 матчей и пропустил 18 голов. Следующим клубом стал львовский СКА. После двух сезонов перешёл в ЦСК МО. Первый матч за команду сыграл 9 сентября 1957 года против «Спартака» из Москва (1:3). За ЦСК МО сыграл два матча, пропустил 4 гола. Потом вернулся в СКА и занял с клубом третье место в классе «Б». С 1963 по 1966 год играл за «Карпаты».
Более 30 лет работал в СДЮШОР «Карпаты».
Парировал более 90 % пенальти. Отец трёх дочерей.